# Abdias da Costa Neves

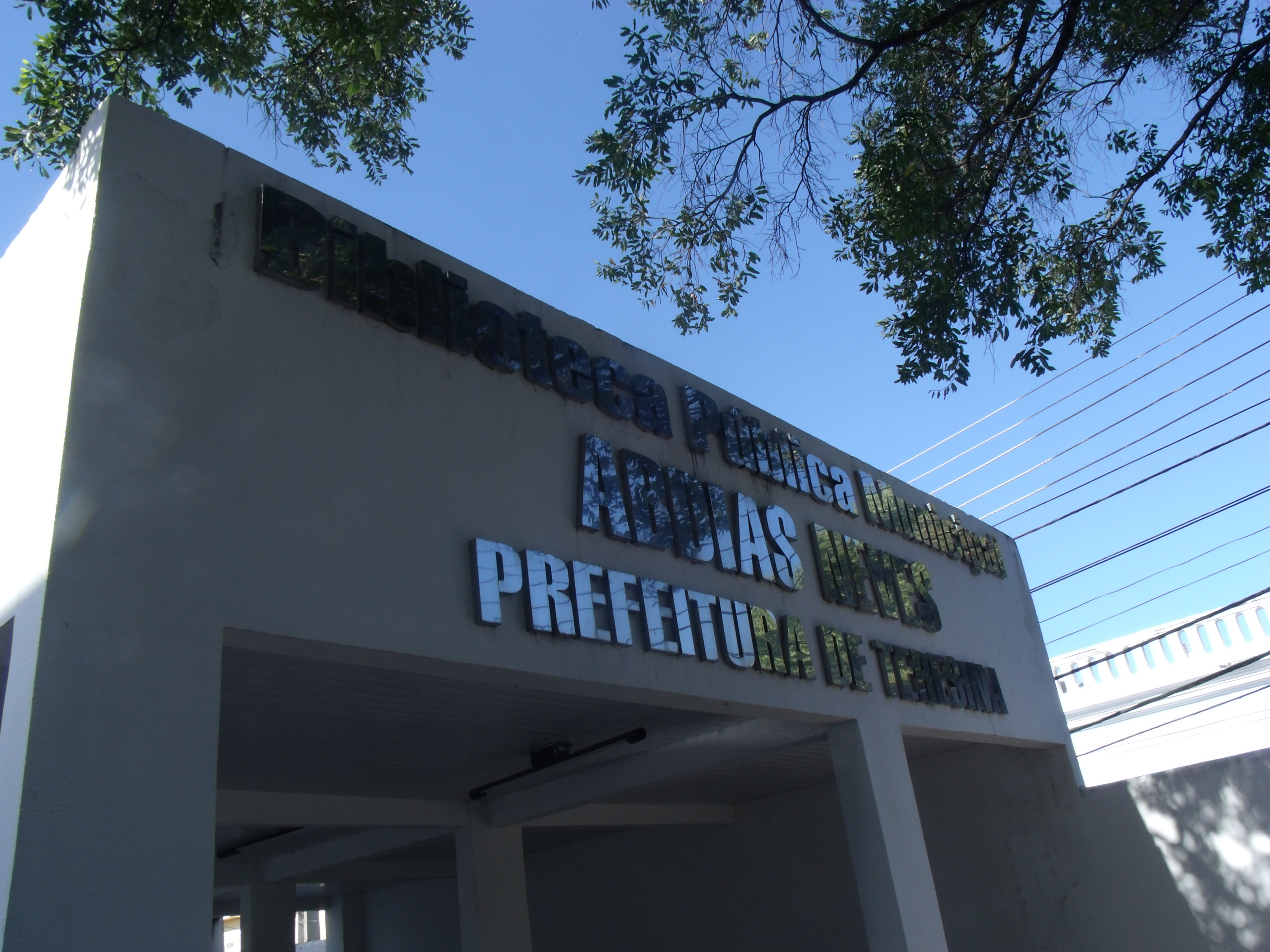
Biblioteca Municipal Abdias Neves, de Teresina, em homenagem a Abdias Neves.

Abdias da Costa Neves (Teresina, 19 de novembro de 1876 — 28 de agosto de 1928) foi um escritor, político brasileiro e senador durante a República Velha.

## Biografia
Filho de João da Costa Neves e Delfina de Oliveira Neves, formou-se em Direito, tendo ocupado os cargos de chefe de Polícia, juiz de Direito de Piracuruca, juiz federal de Teresina e advogado da Fazenda Estadual do Piauí.

## Livros
Lista a completar
- Aspectos do Piauhy[nota 1] (1926).